# Вараро (Варезе)
Вараро је насеље у Италији у округу Варезе, региону Ломбардија.
Према процени из 2011. у насељу је живело 40 становника. Насеље се налази на надморској висини од 761 м.